# Voluntariatul în lume
În epoca modernă, voluntariatul a devenit un element important al tuturor societăților. Celebra declarație a Națiunilor Unite “Noi oamenii avem puterea de a schimba lumea”’ s-a transformat în acțiuni concrete ale voluntarilor la nivel global.
Serviciile de voluntariat s-au răspândit în întreaga lume în anii 1920 și 1930, voluntariatul fiind privit în acea perioadă ca o “modalitate de a forma prietenii între tineri din țări diferite”. Dar de exemplu, în timpul crizei economice din 1929, în Statele Unite ale Americii și în Bulgaria, voluntariatul a fost o metodă de a ajuta tinerii ce nu aveau locuri de muncă, în sensul că pentru activitățile sociale desfășurate li se oferea un loc de cazare și mâncare. 
La sfârșitul anilor 1940 și în decursul anilor 1950, tinerii voluntari au fost un cei care au ajutat la reconstrucția unei părți a Europei și au stabilit relații de prietenie care depășeau granițele țărilor. În Macedonia, ca și în alte republici s-a practicat astfel de activități de voluntariat desfășurate în organizații umanitare precum Red Cross. Situația însă s-a schimbat odată cu apariția organizațiilor non-guvernamentale care organizau diferite activități bazate pe munca voluntară și angajament ce au dus la dezvoltarea voluntariatului. Apare o constrângere a studenților din Macedonia printr-un program educațional care îi obligă  să practice voluntariatul pentru a câștiga experiență, însă această inițiativă nu înseamnă că voluntariatul se află la un nivel înalt. Practicarea scăzută a voluntariatului se datorează și faptului că nu există un cadru legal care să susțină munca voluntarilor. 
În Franța, statutul voluntariatului s-a schimbat în sensul că acum are o bază legală, presupunând semnarea unui contract chiar dacă munca voluntară nu se plătește. Președintele Jacques Chirac a hotărât constituirea unui așa-numit “Civil Service”(Serviciu Civil), unde fiecare tânăr francez să lucreze un an ca voluntar la o organizație pentru bunăstarea comunității ca întreg. Însă acest serviciu nu duce la creșterea numărului de voluntari, tinerii ignorând aceste oportunități din cauza lipsei unei campanii de sensibilizare pentru a crește interesul de implicare în astfel de acțiuni.
În unele țări europene, însăși guvernul promovează și inițiază o serie de acțiuni de susținere a voluntariatului . În Austria, guvernul încurajează firmele pentru a sponsoriza acțiunile voluntare, integrează acțiunile de voluntariat în sistemul educațional, recrutează și plasează voluntari în organizații.
După 1990 în majoritatea țărilor există o creștere a numărului organizațiilor non-guvernamentale și a voluntarilor. Oportunitățile de a practica munca voluntară au crescut, au fost dezvoltate programe pentru tineri care să vizeze activități de voluntariat, programe de training pentru voluntari atât în Germania, cât și în Austria, Spania sau Olanda. 
Însă, există și excepții, Belgia confruntându-le cu probleme în recrutarea voluntarilor datorită atitudinii schimbate a voluntarilor astfel că mai multe organizații trebuie să facă eforturi pentru a dezvolta politici mai active printre voluntari și a-i determina să se implice mai mult în proiecte. 
În ceea ce privește vârsta celor care fac voluntariat, se observă că numărul tinerilor este ridicat, pe când al celor în vârstă este relativ scăzut. Olanda este singura țară unde bătrânii se implică în activitățile de voluntariat, aceștia  fiind cei care petrec cel mai mult timp participând la desfășurarea acțiunilor voluntare. Societatea civilă olandeză a fost întotdeauna considerată “o piatră de temelie”  pentru voluntariat și așa o să și rămână pentru că a dat dovadă de solidaritate față de semeni, persoanele în vârstă oferindu-ne un exemplu clar în acest sens.